# عملية الإرادة الجادة
```
كانت 
عملية الإرادة الصادقة
 (24 يوليو 1987 - 26 سبتمبر 1988) حماية 
عسكرية أمريكية
 لناقلات النفط المملوكة 
للكويت
 من الهجمات 
الإيرانية
 في عامي 1987 و1988، بعد ثلاث سنوات من مرحلة 
حرب الناقلات
 في 
الحرب الإيرانية العراقية
.
[
1
]
 كانت هذه أكبر عملية 
قافلة
 بحرية منذ 
الحرب العالمية الثانية
، وجاءت تنفيذاً 
للقرار رقم 598
 الذي أعتمد قبل ثلاثة أيام.
```

وكانت السفن الحربية التابعة للبحرية الأميركية التي رافقت الناقلات، وهي جزء من القيادة المركزية للقوات البحرية الأميركية، هي الجزء الأكثر وضوحا من العمليات. قدمت طائرات أواكس التابعة للقوات الجوية الأمريكية خدمات المراقبة، بينما قامت طائرات الهليكوبتر الخاصة بالعمليات في الجيش الأمريكي بملاحقة المهاجمين المحتملين.
شاركت سفن أخرى تابعة للبحرية الأمريكية في عملية الإرادة الصادقة. وكانوا آنذاك تحت قيادة الأسطول السابع للبحرية الأمريكية الذي كان يتحمل المسؤولية الأساسية عن العمليات القتالية في الخليج العربي. تتألف السفن العديدة المستخدمة في عملية الإرادة الصادقة في الغالب من مجموعات حاملات الطائرات ومجموعات العمل السطحي والسفن من الأسطول الثالث والسابع في المحيط الهادئ والأسطول السادس المتمركز في البحر الأبيض المتوسط. وقد عملوا بشكل عام في الخليج الفارسي وفي محيطه خلال أجزاء من فترة انتشارهم الاعتيادية التي تستمر ستة أشهر.
كانت هذه أول عملية تكتيكية لقيادة العمليات الخاصة للولايات المتحدة (USSOCOM) والتي شاركت فيها قوات البحرية الأمريكية الخاصة، ووحدات القوارب الخاصة، وفوج الطيران للعمليات الخاصة رقم 160 (المحمول جواً) ("Nightstalkers") حيث عملوا جميعًا معًا.
كما أيدت البحرية الفرنسية القرار رقم 598، كما فعلت البحرية البريطانية.

## خلفية
بدأت مرحلة ما يسمى بـ "حرب الناقلات" في الحرب بين إيران والعراق عندما هاجمت العراق محطة النفط وناقلات النفط في جزيرة خرج الإيرانية في أوائل عام 1984. قام العراق بتوسيع قوته الجوية بطائرات فرنسية وسوفييتية جديدة مجهزة بصواريخ إكزوسيت. وكان هدف صدام من مهاجمة الشحن الإيراني، من بين أمور أخرى، استفزاز الإيرانيين للرد بإجراءات متطرفة، مثل إغلاق مضيق هرمز أمام حركة الملاحة البحرية، وبالتالي جلب التدخل الأمريكي. واقتصرت إيران في هجماتها الانتقامية على الشحن العراقي، وتركت المضيق مفتوحا.
وبعد أن أصبحت العراق دولة غير ساحلية بعد معركة الفاو الأولى، وبسبب الحصار الذي فرضته سوريا حليفة إيران على خطوط أنابيب النفط العراقية إلى البحر الأبيض المتوسط، اضطر العراق إلى الاعتماد على حليفته الكويت وغيرها من الحلفاء العرب الخليجيين بدرجة أقل لنقل نفطه. بعد تزايد الهجمات العراقية على منشأة تصدير النفط الرئيسية الإيرانية في جزيرة خرج، بدأت إيران بمهاجمة ناقلات النفط الكويتية التي تحمل النفط العراقي اعتبارًا من 13 مايو 1984، ثم هاجمت لاحقًا ناقلات النفط من أي دولة خليجية تدعم العراق. وتزايدت الهجمات على سفن الدول غير المقاتلة في الخليج العربي بشكل حاد بعد ذلك، حيث هاجمت كلتا الدولتين ناقلات النفط والسفن التجارية للدول المحايدة في محاولة لحرمان خصمهما من التجارة.
وبالإضافة إلى المخاوف بشأن تصاعد حرب الناقلات، كانت القوى العظمى تخشى أن يؤدي السقوط المحتمل للبصرة، التي أصبحت الآن تحت التهديد، إلى قيام جمهورية إسلامية موالية لإيران في جنوب العراق الذي تسكنه أغلبية شيعية. خلال الأشهر الأربعة الأولى من عام 1987، لجأت الكويت إلى القوى العظمى، جزئياً لحماية صادراتها النفطية ولكن إلى حد كبير سعياً إلى إنهاء الحرب من خلال تدخل القوى العظمى. في ديسمبر 1986، طلبت حكومة الكويت من إدارة ريغان إرسال البحرية الأمريكية لحماية الناقلات الكويتية ضد الهجمات الإيرانية. على الرغم من معارضة أعضاء مجلس النواب والشيوخ الأمريكيين لسياسة تغيير العلم، ناقشت الهيئة التنفيذية هذه الفكرة ووافقت عليها أخيرًا في 7 مارس 1987.
حظر القانون الأمريكي استخدام السفن البحرية لمرافقة السفن المدنية التي تحمل علمًا أجنبيًا ،[بحاجة لمصدر] ولذلك أعيد تسجيل السفن الكويتية تحت العلم الأمريكي. قبل أن تبدأ عملية إيرنست ويل رسميًا، أصبح من الواضح مدى خطورة العمليات في الخليج العربي. في 17 مايو 1987، أطلقت طائرة ميراج عراقية من طراز إف-1 صاروخين من طراز إكزوسيت على الفرقاطة الموجهة بالصواريخ USS Stark، مما أسفر عن مقتل 37 بحارًا وإصابة 21 آخرين. وقال مسؤولون عراقيون إن استهداف السفينة الحربية الأميركية كان عرضيا.

## العمليات
بعد صدور قرار مجلس الأمن رقم 598 في 20 يوليو 1987، بدأت البحرية الأمريكية عملية الإرادة الجادة في الساعة 2:00 صباح يوم 23 يوليو 1987 (حسب توقيت شرق الولايات المتحدة). USS Crommelin ، USS Fox ، USS Worden ، USS Kidd و USS Klakringكانت USS Klakring أولى السفن التابعة للبحرية الأمريكية المخصصة لمرافقة ناقلات النفط الكويتية، تحت قيادة الأميرال البحري هارولد بيرنسن.

## معرض

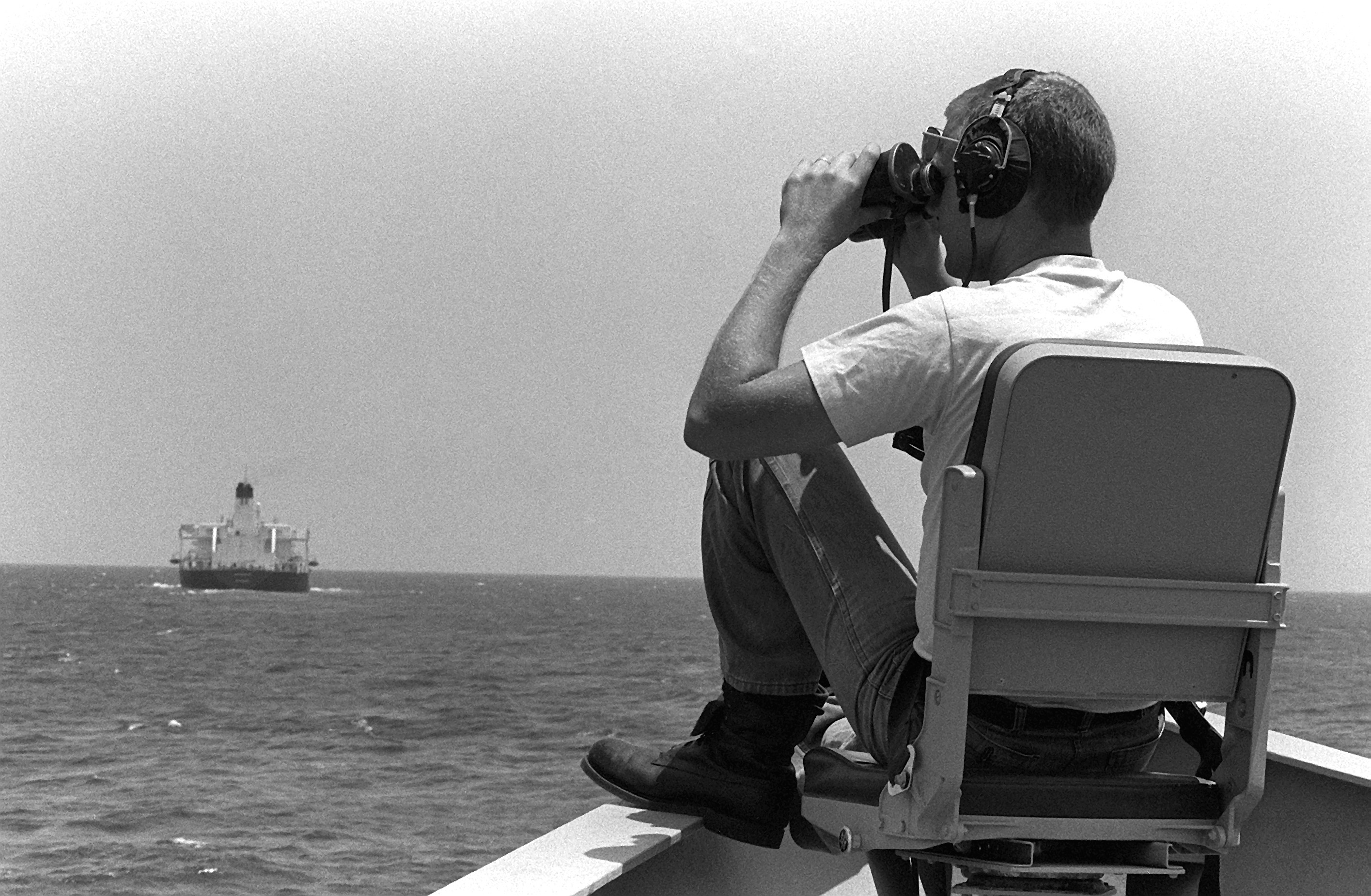
بحار من البحرية الأمريكية يبحث عن الألغام من مقدمة الفرقاطة الموجهة بالصواريخ
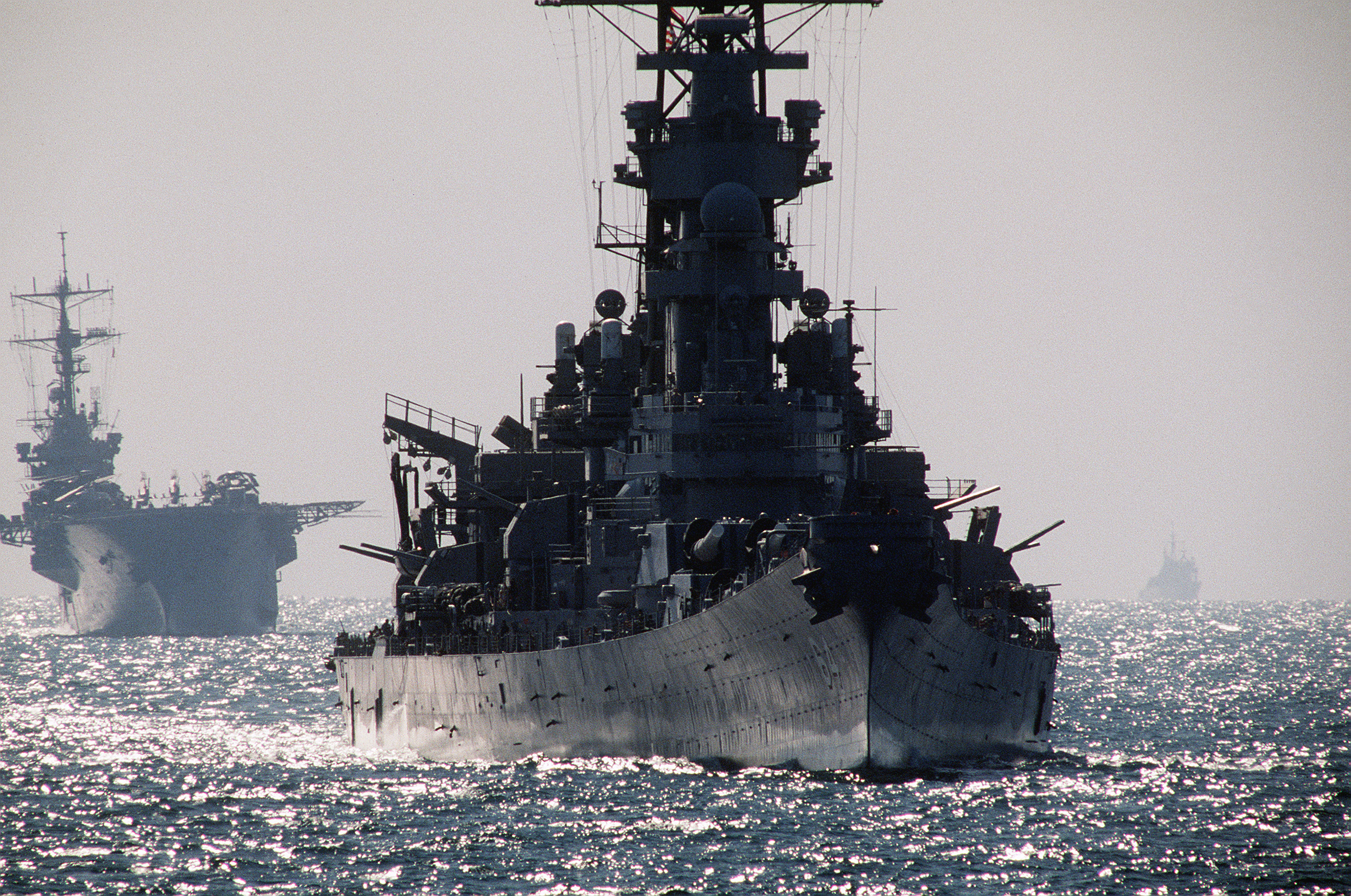
يو إس إس ويسكونسن في عملية إيرنست ويل DN-ST-93-
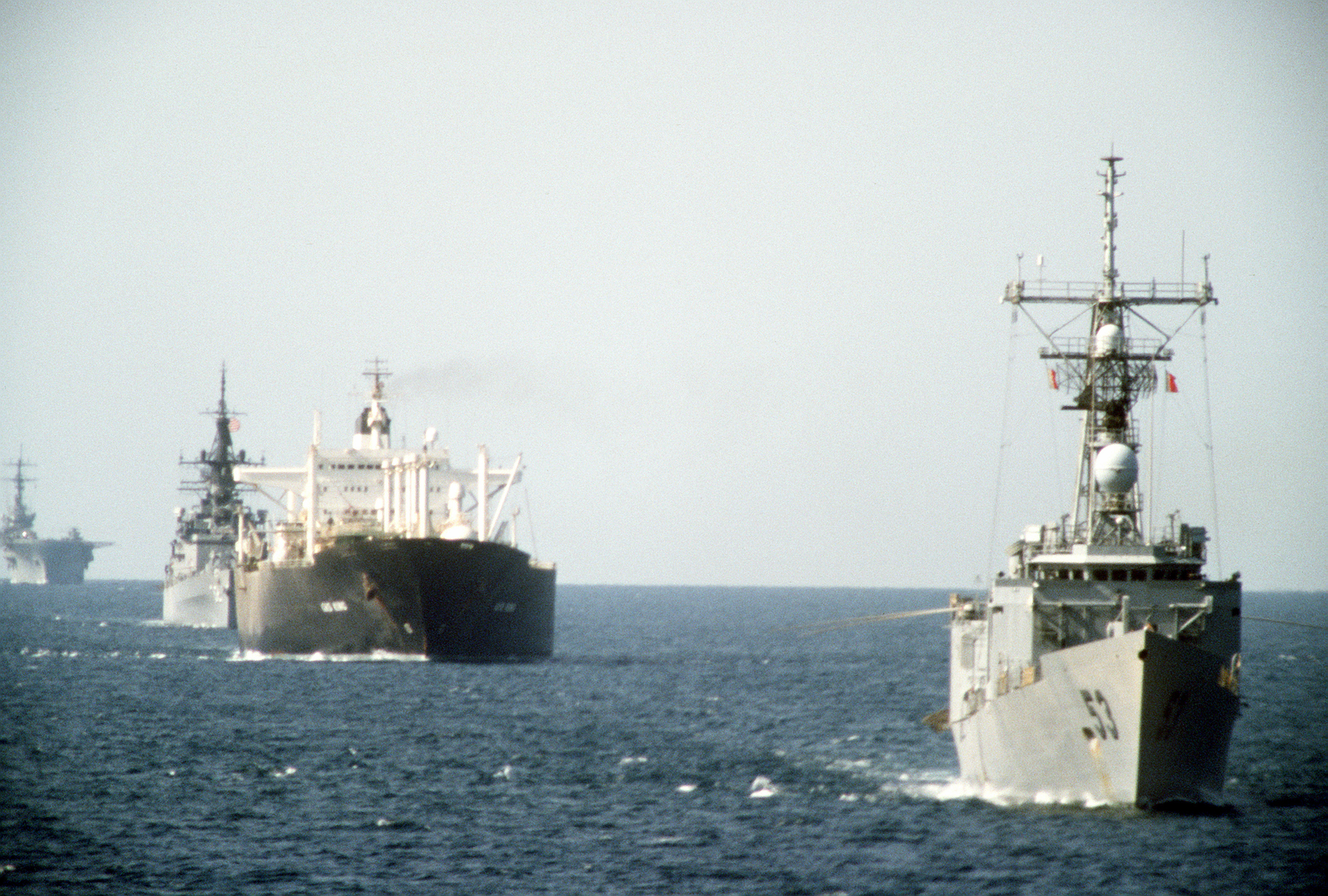
يو أس أس غوادكانلl (LPH-7) ترافق ناقلة النفط غاز كنغ في الخليج العربي في 21 أكتوبر 1987
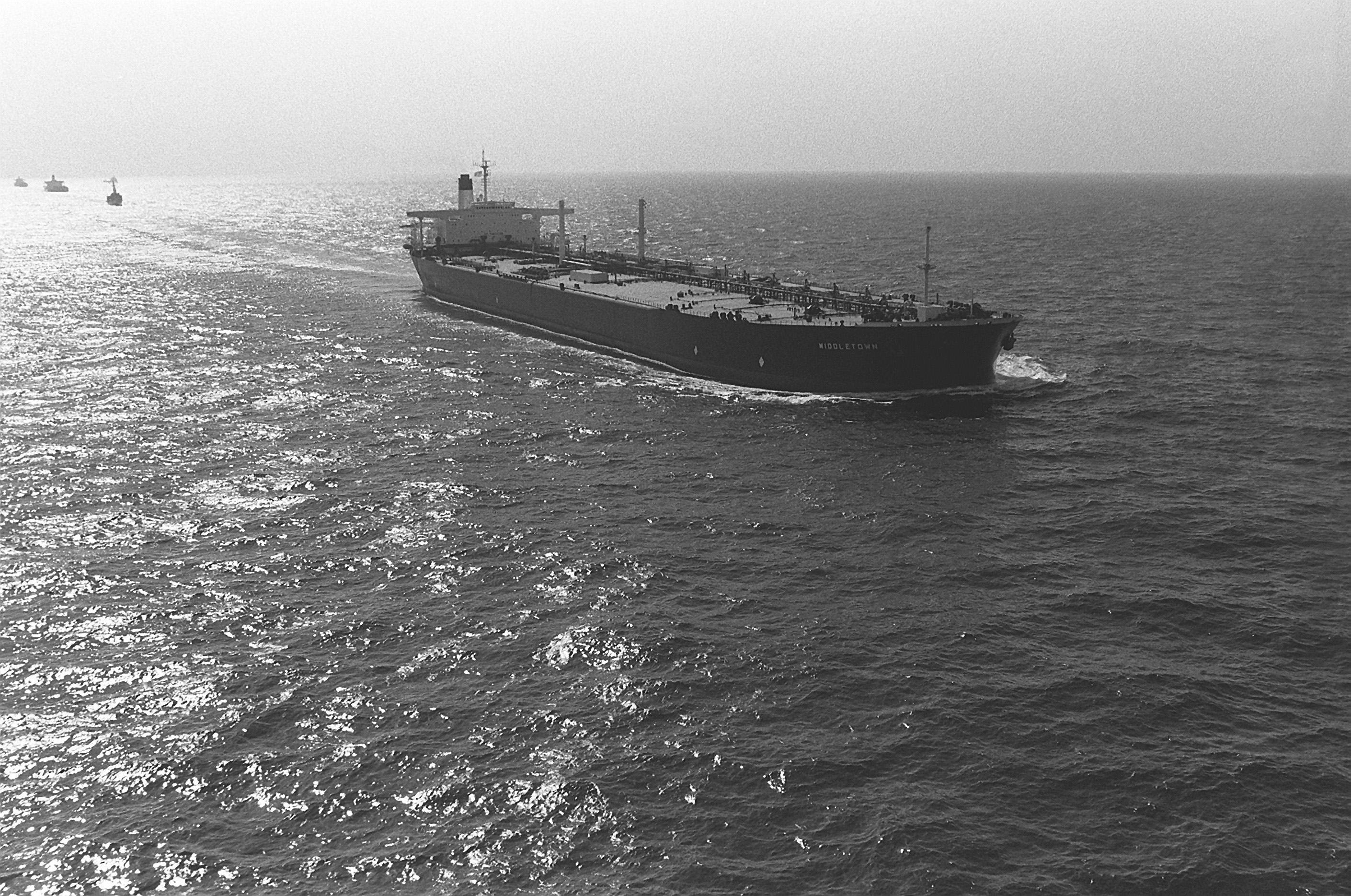
إس إس ميدلتون أثناء عملية إيرنست ويل

## حادثةبريدجتون
في أول مهمة مرافقة، في 24 يوليو 1987، اصطدمت ناقلة النفط الكويتية الرقة، التي أعيد رفع علمها إلى الناقلة الأمريكية إس إس بريدغتون، والتي رافقتها سفن حربية تابعة للبحرية الأمريكية، بلغم إيراني تحت الماء زرع على بعد حوالي 20 ميل (32 كـم) غرب جزيرة فارسي في الليلة السابقة من قبل وحدة خاصة من الحرس الثوري الإيراني، مما أدى إلى إلحاق أضرار بالسفينة، ولكن لم يتسبب في وقوع إصابات. توجهت بريدجتون بقوتها الخاصة إلى الكويت، وكانت سفن الحراسة التابعة للبحرية الأمريكية تتبعها لتجنب الألغام.
حظيت العملية بتغطية إعلامية واسعة النطاق، وأصدر المراسلون الأمريكيون على متن سفينة أخرى في القافلة تقارير فورية عن الحادث، زاعمين أنه "لعب لصالح الخطة الإيرانية". ووصف رئيس الوزراء الإيراني مير حسين موسوي الحادث بأنه "ضربة لا يمكن إصلاحها للهيبة السياسية والعسكرية الأميركية"، وقال إن "الأيدي الخفية [لله]" هي التي ضربت السفينة التي تحمل العلم الأميركي، وأعرب عن أمله في أن يضع الكونجرس الأميركي حداً فورياً لخطة الإدارة. كان الكونجرس ينتقد سياسة إعادة رفع العلم، لكنه لم يكن لديه موقف موحد بشأن هذه القضية.
لقد كان تطورا غير متوقع. واعترف قائد قوة المهام بأنه على الرغم من تحذيرات الاستخبارات، لم يعتقد أحد أنه من الضروري التحقق من الطريق بحثًا عن الألغام البحرية، وسرعان ما تبين أن الولايات المتحدة ليس لديها أي كاسحات ألغام في الخليج الفارسي فحسب، بل إنها لا تمتلك أي كاسحات ألغام يمكن الوصول إليها بسهولة على الإطلاق، لذلك عُلقت عملية المرافقة حتى تصبح كاسحات الألغام متاحة. نشر البنتاغون سرب المروحيات لمكافحة الألغام رقم 14 (HM-14) مع ثماني مروحيات من طراز سي إتش-53 سي ستاليون لمسح الألغام، وخمس كاسحات ألغام محيطية، وست كاسحات ألغام ساحلية ‏ صغيرة - مما أدى إلى زيادة كبيرة في الوجود الأمريكي في الخليج العربي، وزيادة احتمال وقوع حرب بين إيران والولايات المتحدة. س. المواجهة. وقد استفز وزير الدفاع الأمريكي كاسبر واينبرجر إيران بشكل غير مباشر للرد.

## العمليات اللاحقة
وفي الأشهر الـ14 التالية، تولت العديد من السفن الحربية الأميركية مهام المرافقة. في مرحلة ما، كان هناك أكثر من 30 سفينة حربية في المنطقة لدعم العملية.

## عملية الفرصة الأولى
تزامنت عملية الإرادة الصادقة مع عملية الفرصة الأولى، وهي جهد سري إلى حد كبير لمنع القوات الإيرانية من مهاجمة الشحن في الخليج العربي. وعلى الرغم من الحماية التي توفرها سفن البحرية الأميركية، استخدمت إيران الألغام والقوارب الصغيرة لمضايقة القوافل المتجهة من وإلى الكويت، التي كانت في ذلك الوقت حليفاً رئيسياً للعراق. في أواخر يوليو 1987، طلب الأميرال البحري هارولد جيه بيرنسن، قائد قوة الشرق الأوسط، الحصول على أصول الحرب البحرية الخاصة. نشرت فرق القوارب الخاصة مع ستة زوارق دورية من طراز مارك الثالث وفصيلتين من قوات النخبة البحرية في أغسطس. قررت قوة الشرق الأوسط تحويل اثنتين من زوارق الخدمات النفطية، هيركوليس وويمبراون السابعة، إلى قواعد بحرية متحركة. كانت هذه السفن راسية في شمال الخليج العربي، مما سمح لقوات العمليات الخاصة بإحباط الهجمات الإيرانية السرية بالألغام والقوارب الصغيرة.
انطلقت طائرات طيران العمليات الخاصة 160 (المحمولة جوا) التي تحمل طائرتي بوينغ إم إتش-6 ليتل بيرد من الفرقاطات USS Jarrett ويو إس إس كلاكرينج لتعقب السفينة الإيرانية  Iran Ajr في 21 سبتمبر. شاهد حراس الليل إيران أجر وهي تطفئ أنوارها وتبدأ في زرع الألغام. وبعد الحصول على الإذن بالهجوم، أطلقت المروحيات النيران والصواريخ، مما أدى إلى إيقاف السفينة. واستمر طاقم السفينة "إيران أجر ' في دفع الألغام إلى الجانب، واستأنفت الطائرة إطلاق النار حتى تخلى الطاقم عن السفينة.
عند ضوء الصباح الأول، صعد فريق من قوات النخبة البحرية، بمساعدة فرق القوارب الخاصة، إلى السفينة واكتشفوا تسعة ألغام على سطح السفينة، بالإضافة إلى سجل يكشف عن المناطق التي تم زرع ألغام سابقة فيها. USS Hawesقام USS Hawes بسحب مركبة إزالة الألغام (سفينة إنزال دبابات معدلة) إلى منطقة الحرب بين إيران والعراق. قام فنيو التخلص من الذخائر المتفجرة من وحدة التخلص من الذخائر المتفجرة المتنقلة رقم 5 بإغراق السفينة في اليوم التالي.[بحاجة لمصدر] أشار سجل السفينة إلى تورط إيران في عمليات تعدين في المياه الدولية.
وفي غضون أيام قليلة، تمكنت قوات العمليات الخاصة من تحديد نمط النشاط الإيراني: الاختباء خلال النهار بالقرب من منصات النفط والغاز في المياه الإيرانية، وفي الليل التوجه نحو عوامة ميدل شولز، وهي مساعدة ملاحية للناقلات. وبناء على هذه المعلومات، أطلقت قوات العمليات الخاصة ثلاث طائرات من طراز ليتل بيرد وسيارتين دورية إلى العوامة. وكانت الطائرات وصلت أولاً، فتعرضت لإطلاق النار من قبل ثلاثة زوارق إيرانية راسية بالقرب من العوامة. وفي تبادل إطلاق نار قصير ولكن مكثف، أغرقت الطائرة القوارب الثلاثة. وتم نقل الإيرانيين الأسرى والجرحى في وقت لاحق إلى متن السفينة الحربية الأمريكية جوادالكانال لتلقي العلاج. أعيد المعتقلين الإيرانيين المصابين بفضل التعاون بين الصليب الأحمر الأمريكي والهلال الأحمر.
أدت الدروس المستفادة من إيرنست ويل في وقت لاحق إلى قيام القيادة الأمريكية للعمليات الخاصة بشراء سفن الدوريات الساحلية ومركبات العمليات الخاصة مارك الخامس ‏.

## عملية الرامي السريع
في 15 أكتوبر/تشرين الأول، تعرضت ناقلة النفط الأميركية Sea Isle City لصاروخ إيراني من طراز "سيلك وورم" أثناء رسوها بالقرب من محطة النفط خارج مدينة الكويت. وأصيب سبعة عشر من أفراد الطاقم والقبطان الأمريكي في الهجوم. في 18 أكتوبر، ردت البحرية الأمريكية بعملية "الرامي السريع". أربع مدمرات قصفت قاعدتين للحرس الثوري في حقل رستم النفطي، تقعان على منصات نفطية، كانت تستخدم لشن هجمات على السفن. بعد القصف، USS Thachأرسل USS Thach فصيلة من قوات النخبة البحرية ووحدة تفجير لزرع متفجرات على إحدى المنصات لتدميرها. ثم صعد أفراد القوات الخاصة البحرية على متن منصة ثالثة اثنان ميلaway (3.2 كـم) وفتشوها. أخذ الوثائق وأجهزة الراديو لأغراض استخباراتية.

## عملية صرصور الصلاة
في 14 أبريل 1988، 65 ميل (105 كـم) شرق البحرين، الفرقاطة USS Samuel B. Robertsاصطدمت سفينة USS Samuel B. Roberts بلغم، مما أدى إلى إحداث ثقب هائل في هيكلها. وأصيب 10 بحارة. وردت الولايات المتحدة بقوة. في 18 أبريل، شنت القوات الأمريكية عملية فرس النبي، حيث هاجمت سفينة الهجوم السريع الإيرانية جوشان والفرقاطتين Sabalan Sahand وقواعد الحرس الثوري في حقلي النفط سيري وساسان. وبعد أن قصفت السفن الحربية الأميركية قاعدة سيري الواقعة على منصة نفطية وأضرمت فيها النيران، حلقت مروحية من طراز يو إتش-60 تحمل فرقة من قوات النخبة البحرية نحو المنصة، لكنها لم تتمكن من الاقتراب بما يكفي بسبب النيران الهادرة. وسرعان ما أدت الانفجارات الثانوية إلى تدمير المنصة.

## نهاية اللعبة
وبعد ذلك، انخفضت الهجمات الإيرانية على السفن المحايدة بشكل كبير. في 3 يوليو 1988، USS Vincennesأخطأت USS Vincennes في التعرف على طائرة الخطوط الجوية الإيرانية الرحلة 655 على أنها طائرة إيرانية من طراز إف-14 وأسقطتها فوق مضيق هرمز. توفي جميع الركاب وطاقم الطائرة البالغ عددهم 290 شخصًا على متن طائرة إيرباص A300B2 ، بما في ذلك 65 طفلًا أو رضيعًا.
التأثيران المترتبان على الإرادة الجادة- حشرة صرصور البحر وإسقاط الطائرة- ساعد في إقناع إيران بالموافقة على وقف إطلاق النار في 18 يوليو 1988 وإنهاء الأعمال العدائية بشكل دائم في 20 أغسطس 1988، منهيًا بذلك حربها التي استمرت ثماني سنوات مع العراق.
في 26 سبتمبر 1988، USS Vandegriftرافقت USS Vandegrift الناقلة الأخيرة للعملية إلى الكويت. ثم عادت قوات البحرية الخاصة المتبقية، وقوارب الدورية، والمروحيات إلى الولايات المتحدة.

## روابط خارجية
- تحليل الدروس المستفادة من المعركة عام 1990 بقلم أنتوني كوردسمان من  [لغات أخرى]‏ مركز الدراسات الاستراتيجية والدولية
- عملية الإرادة الجادة على GlobalSecurity.org
- سرب الهجوم 95
- المزيد من الصور من عملية الإرادة الصادقة
  - مارس إلى أكتوبر 1988؛ بما في ذلك برايم شانس
  - لا شرف أعلى
  - داخل منطقة الخطر